# Diofantisk ekvation
En diofantisk ekvation är en ekvation av en eller flera obekanta variabler där endast heltalslösningar för alla obekanta variabler sökes. Alla koefficienter i ekvationen måste vara heltal och eventuella exponenter vara icke-negativa heltal. Obekanta variabler får förekomma som exponent. En term får bestå av obekant exponent och obekant bas samtidigt. Huvudkaraktären av en diofantisk ekvation är att alla innegående tal är heltal och att endast heltalslösningar sökes.
Linjära diofantiska ekvationer har formen ax + by = c (där a, b, c är heltal och x, y obekanta variabler). I undervisningsmaterial benämns dessa korrekt som diofantiska ekvationer, men specificerar inte alltid att de är just den linjära formen av diofantiska ekvationer. Andra former och grader av diofantiska ekvationer existerar som sagt.
En diofantisk ekvation som definieras av ett homogent polynom kallas för en homogen diofantisk ekvation.

## Historia
Diofantiska ekvationer har fått sitt namn av den grekiske matematikern Diofantos som var verksam under mitten av 200-talet och studerade denna typ av ekvationer.
Problem nr. 10 av de klassiska Hilbertproblemen var att finna en algoritm som avgör om en diofantisk ekvation har en heltalslösning.  Yuri Matiyasevich bevisade år 1970 att en allmän sådan algoritm inte existerar.

## Lösningar till diofantiska ekvationer
Diofantiska ekvationer har antingen ingen, ett ändligt antal eller ett oändligt antal lösningar.
Olika typer av diofantiska ekvationer fordrar olika lösningsmetoder och har olika klasser av möjliga lösningar. Exempelvis linjära diofantiska ekvationer har antingen ingen eller ett oändligt antal lösningar, men aldrig ett ändligt antal lösningar. För ekvationer av formen xn + yn = zn (x,y,z obekanta) med n=2 (Pythagoreisk trippel) finns det alltid oändligt många lösningar, men om n>2 i denna ekvation så saknar ekvationen positiva heltalslösningar enligt Fermats stora sats.

## Linjära diofantiska ekvationer
Linjära diofantiska ekvationer är polynomekvationer på formen a1x1 + a2x2 + .... + anxn = c där a1, a2, ..., an är nollskilda heltalskonstanter, c är en heltalskonstant, och x1, x2, ..., xn är variabler, "de obekanta". Dessa diofantiska ekvationer kan lösas algoritmiskt. Det från algoritmisk synpunkt viktigaste fallet är när n = 2. Ekvationen kan då också skrivas ax + by = c.
Den linjära diofantiska ekvationen har lösningar precis om den största gemensamma delaren av alla koefficienter delar c. I envariabelfallet betyder detta att a1 skall dela c, det vill säga att c = a1s för något heltal s. I detta fall har ekvationen den unika lösningen x1 = s.
I tvåvariabelfallet har vi följande sats.
Om {\displaystyle (x_{0},y_{0})} är en lösning till den diofantiska ekvationen {\displaystyle ax+by=c} där {\displaystyle a,b,c} tillhör de hela talen fås alla lösningar av
{\displaystyle \left\{{\begin{matrix}x=x_{0}-n{\cfrac {b}{d}}\\y=y_{0}+n{\cfrac {a}{d}}\end{matrix}}\right.},
där {\displaystyle d=SGD(a,b)} är den största gemensamma delaren av heltalen {\displaystyle a} och {\displaystyle b} och där {\displaystyle n} är ett godtyckligt heltal.
För tre eller flera variabler kan liknande slutsatser dras.

## Icke-linjära diofantiska ekvationer
Skillnaden mellan de linjära och icke-linjära diofantiska ekvationerna är att de icke-linjära har variabler med grad högre än 1 och kan dessutom innehålla produkter av två eller fler av de ingående variablerna.

### Kända diofantiska ekvationer
Genom historien har ett antal diofantiska ekvationer uppkommit och vissa har blivit mer kända än andra. Nedan följer några välkända diofantiska ekvationer.

#### Pythagoras sats
Ekvationen a2 + b2 = c2 och dess heltalslösningar utgör sidorna i en rätvinklig triangel och kallas ofta för Pythagoranska tripplar.
Den mest kända lösningen är a=3, b=4, c=5 vilken kallas den egyptiska triangeln.

#### Fermats "sista sats"
Ekvationen {\displaystyle x^{n}+y^{n}=z^{n}} för {\displaystyle n>2} saknar lösningar och kallas för Fermats förmodan eller Fermats sista sats efter den franske 1600-talsmatematikern Pierre de Fermat. Satsen kunde bevisas först efter 350 år.

#### Pells ekvation
x2-ny2 = 1, där n är ett positivt heltal men ej en heltalskvadrat, kallas för Pells ekvation efter den engelske matematikern John Pell.
 Exempel: x2-5y2 = 1 löses t. ex. av x = 9, y = 4.